# Boliviaanse boomgors
De Boliviaanse boomgors (Poospiza boliviana) is een zangvogel uit de familie Thraupidae (tangaren).

## Verspreiding en leefgebied
Deze soort komt voor in de Andes van Bolivia en aangrenzend noordwestelijk Argentinië .

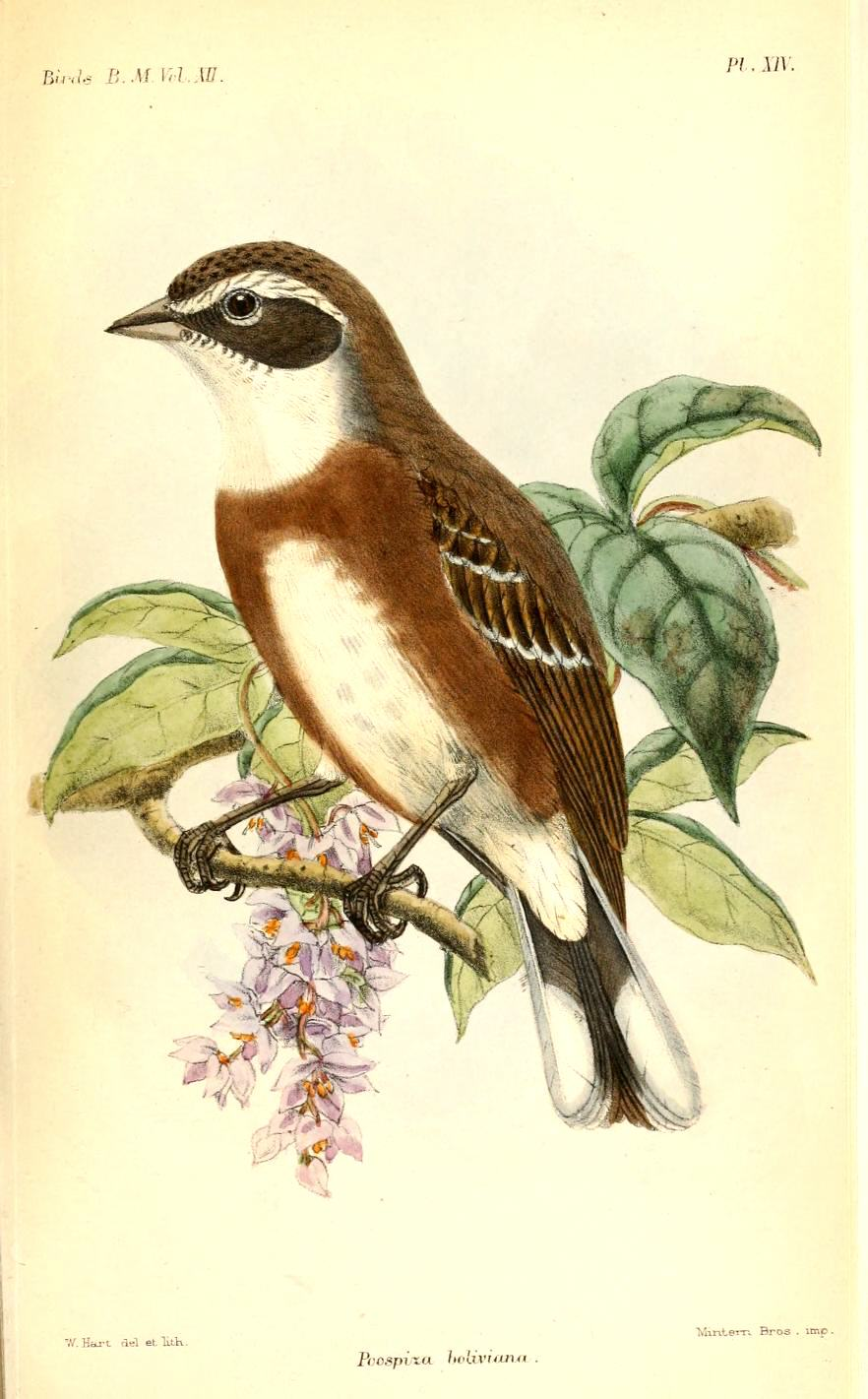